# Ардт
Ардт (нід. Aerdt) — село в нідерландській провінції Гелдерланд. Входить до муніципалітету Зевенар.
Мав статус окремого муніципалітету до 1985 року, коли увійшов до муніципалітету Рейнварден, який у свою чергу на початку 2018 року увійшов до складу Зевенара.

## Галерея

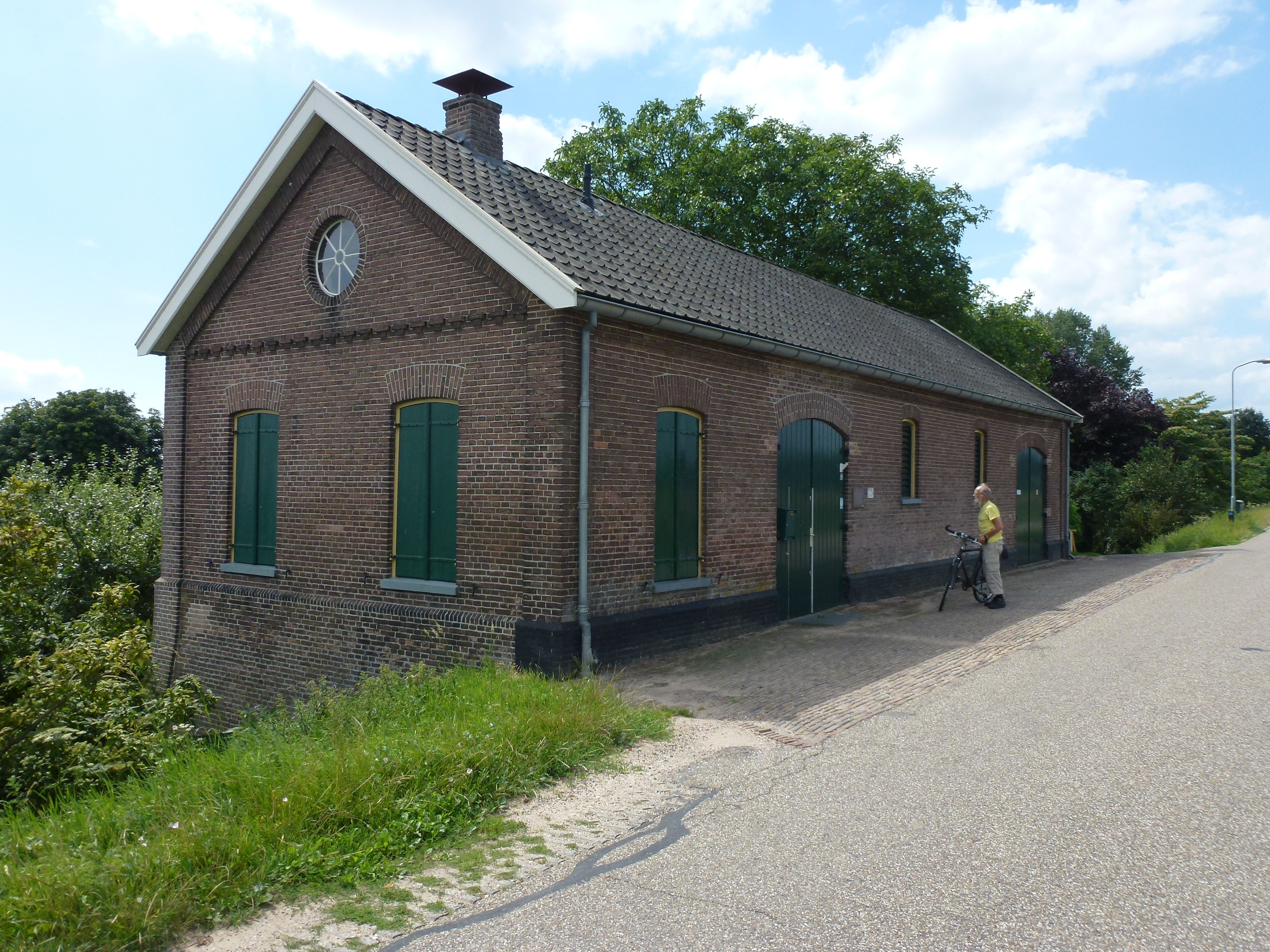
Сарай в Ардті
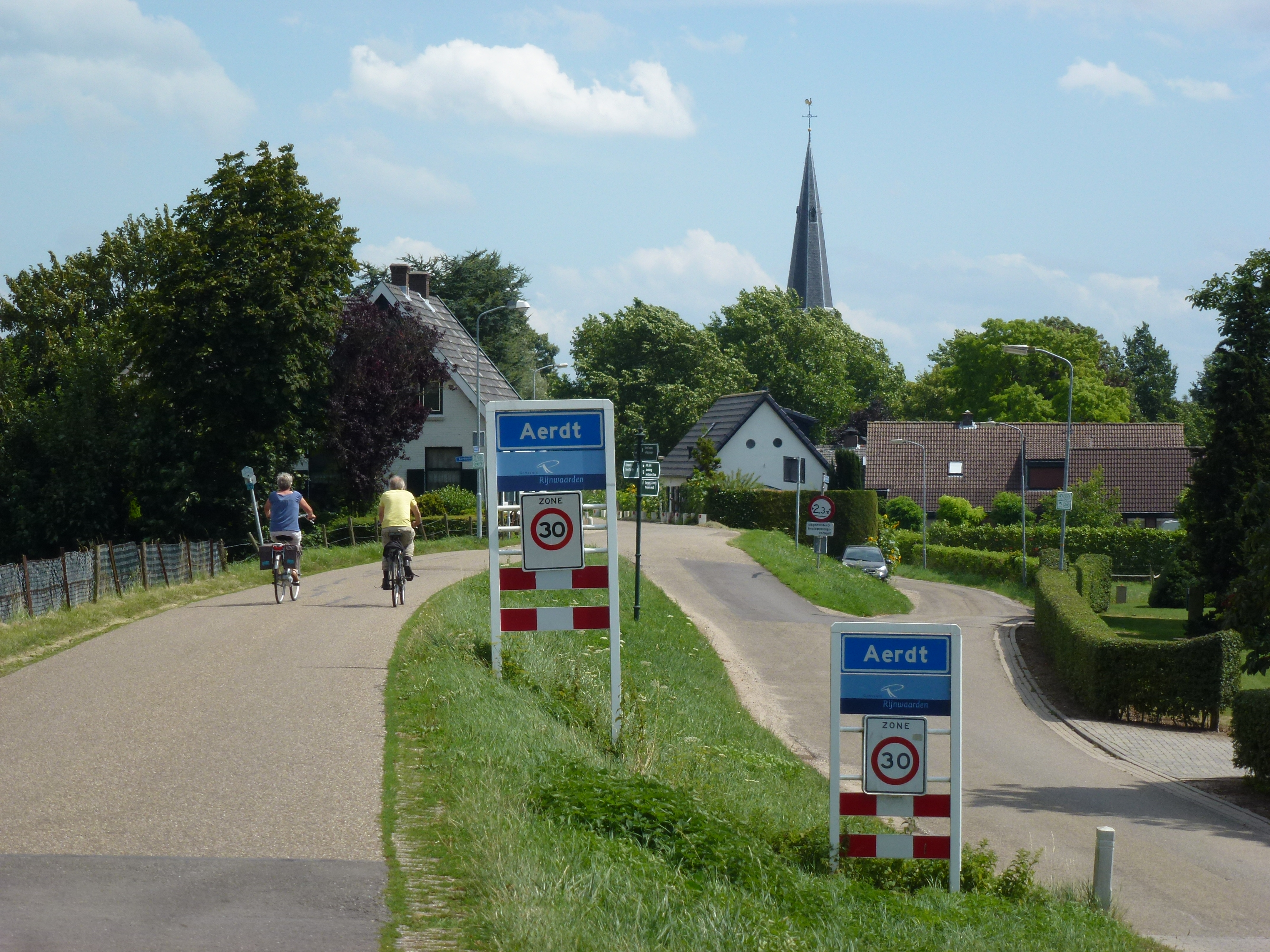
В'їзд до села
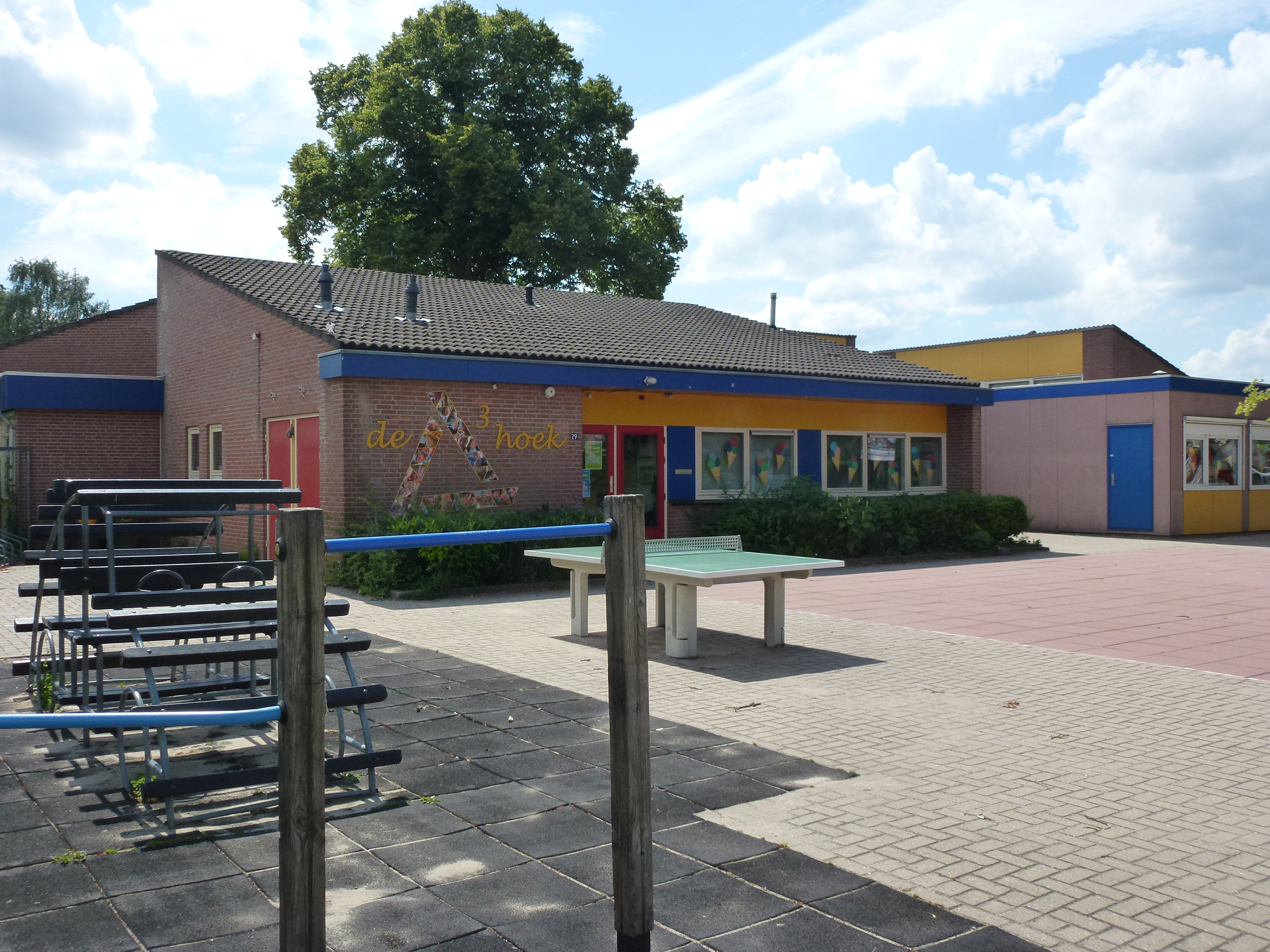
Сільська школа
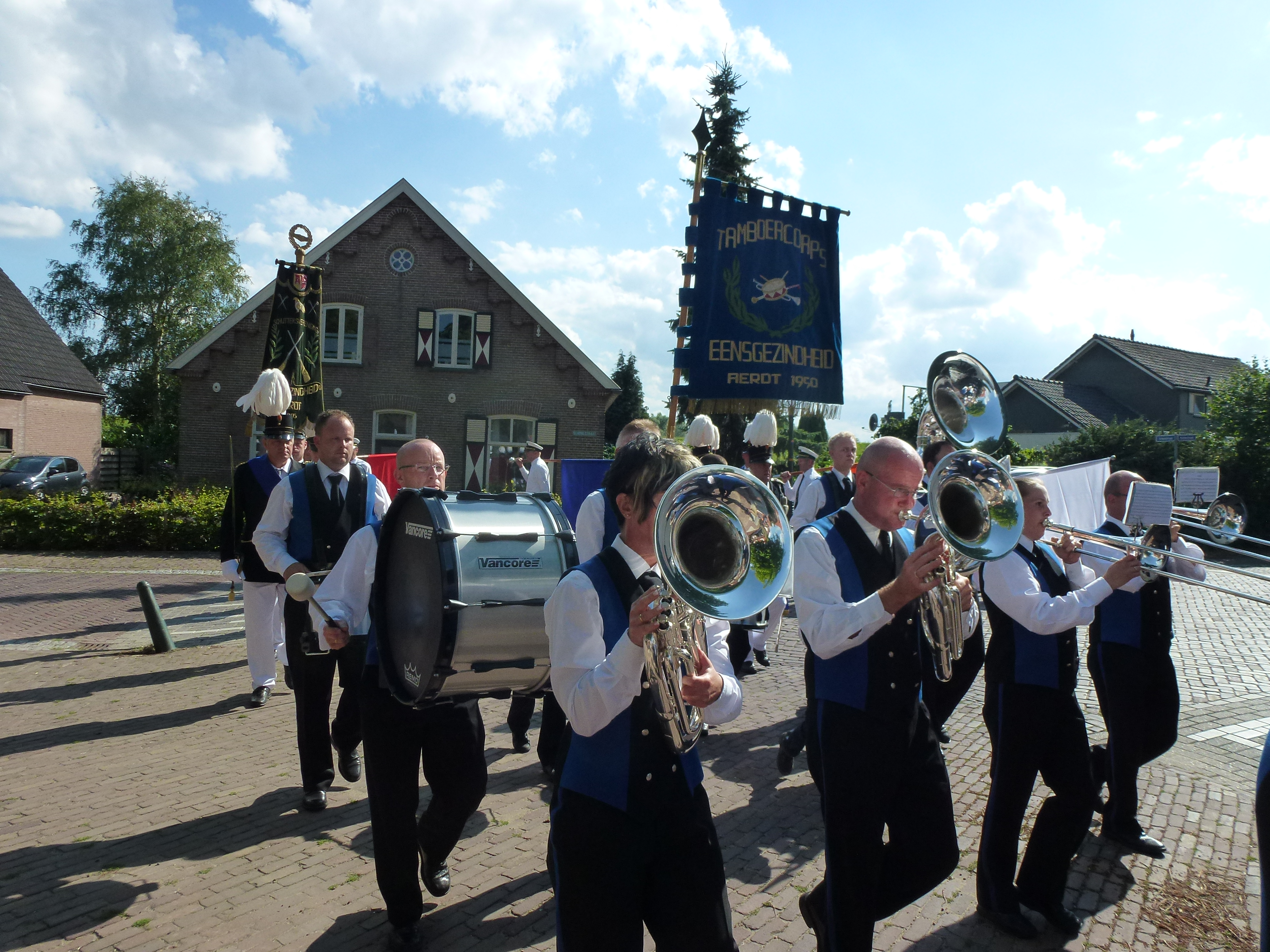
Сільське свято